# 이브 로셰
이브 로셰(Yves Rocher, 1930년 4월 7일~2009년 12월 26일)는 프랑스의 기업인이였다. 로셰는 본인의 이름을 딴 화장품 회사의 창립자로, 로셰는 화장품에 천연 성분을 현대적으로 사용하는 선구자였다.